# Viuda (mitología)
La Viuda, también conocida como la Viuda de negro, es el nombre dado a un ser mitológico perteneciente a la mitología chilena, especialmente en la zona central y sur del país. Su leyenda también se encuentra en algunas regiones de Argentina, con variaciones locales Argentina. Se trata de una figura femenina fantasmal asociada comúnmente al castigo o al engaño de hombres durante la noche.

## Descripción
La leyenda cuenta que la Viuda sería un espectro muy poderoso que se dedica a atacar a las personas solitarias por las noches.
Esta leyenda, junto con la leyenda de la Calchona y la versión chilena del mito de la Llorona, son uno de los grupos de personajes femeninos de leyendas más característicos del folclore del centro chileno. Sin embargo, paradójicamente también a veces se suele confundir estas tres figuras de leyendas y/o así mezclar las características de ellas.
Al ser la palabra "viuda" un adjetivo genérico, cabe mencionar que igualmente existen otras versiones de leyenda en América, además de otras leyendas que también a veces suelen ser conocidas como "la viuda"; razón por la cual a veces se suelen confundir y mezclar las leyendas que tienen este mismo nombre.

## Leyenda
La leyenda dice que la Viuda sería el alma en pena de una mujer o de una bruja, que al quedar sola y abandonada al morir el amor de su vida; enloqueció de pena y rabia, y por ello decidió vengarse de todo hombre. Fue así como se dice que producto del odio eterno que sentía hacia los hombres, antes de morir habría hecho un pacto diabólico con el Mandinga para así poder seguir con su venganza; el cual a través de su esencia demoniaca, la habría transformado en este terrorífico espectro endemoniado.
Desde ese día los jinetes solitarios de las zonas rurales de argentina, siempre tienen temor de que al transitar solitarios por algún camino en las noches, se produzca un encuentro con la fatídica Viuda. Por ello siempre tienen cuidado de vigilar que no aparezca en el camino la figura de una mujer que se dice llevaría un vestido negro que la cubre enteramente; y a la cual no se le puede ver el rostro ni ninguna parte del cuerpo hasta que se esté muy cerca de ella, y ya sea demasiado tarde para escapar.
Si a pesar del cuidado del jinete, o por su descuido, ella logra acercársele; la forma en que atacaría a los jinetes sería usando su poder para obligar al caballo a que se niege a seguir su camino rápidamente o se detenga. Posteriormente el caballo lanzaría fuertes relinchos y se desbocaría en alborotada carrera; guiado ahora, por la magia de la Viuda, que en ese momento ya estaría encaramada en las ancas del caballo. Así el caballo sería guiado por la Viuda hasta el más próximo barranco, en donde se precipitarían el jinete y su caballo; encontrándose al día siguiente sus cuerpos sin vida en el fondo de la quebrada.
Sin embargo a pesar de su venganza, también se cuenta que de vez en cuando, inevitablemente con el pasar del tiempo, siempre vuelve a extrañar el afecto masculino; lo que la llevaría a calmar momentáneamente su odio, para acercarse a los poblados en busca de algún peatón trasnochador. En estas ocasiones, se dice que desde las ventanas ella puede ser vista por los moradores, quienes atemorizados, lograrían observar su horrible pálida y cadavérica cara, con grandes ojos brillantes y movedizos, y su horrible cabellera amarrada con un velo negro que cae hasta barrer el suelo, junto a su largo vestido. 
Se dice que ella se movilizaría sobre el suelo, tan rápido que sería imposible alcanzarla o escapar de ella, si así no lo permite. Los varones solitarios, o los varones valientes o tontos que la perseguirían, serían atraídos y posteriormente atrapados a las afuera de los poblados; lugar en donde ella tendría una relación amorosa con el hombre. Al día siguiente se dice que el hombre se sentiría aturdido como si estuviera ebrio, y con el rostro y manos arañados, y sus ropas parcialmente descosidas y desabrochadas. Aun así, estos hombres tienen la suerte de encontrarse vivos; a diferencia de los infortunados que la encuentran en los caminos solitarios, cuando ella está nuevamente cumpliendo su venganza.
En estos últimos tiempos igualmente se dice que la Viuda también se encaramaría a los automóviles, que van manejados por hombres solitarios, especialmente si llevan algunos grados de alcohol en la sangre y infieles
.